# Ngài Bean
Ngài Bean (tựa gốc tiếng Anh: Mr. Bean) là một bộ phim truyền hình hài kịch nổi tiếng của Anh gồm 15 tập do ngôi sao nam Rowan Atkinson trong vai nhân vật chính được đặt tên cho phim. Kịch bản phim được viết bởi Rowan Atkinson, Robin Driscoll, Richard Curtis và Ben Elton. Tập đầu tiên, "Mr. Bean" đã được phát sóng ngày 1 tháng 1 năm 1990 và tập cuối "The Best Bits of Mr. Bean" vào ngày 15 tháng 12 năm 1995.
Dựa theo một nhân vật được phát triển bởi Rowan Atkinson khi ông đang học trong trường đại học, loạt phim theo đuổi các kỳ công của Mr. Bean, người được Atkinson mô tả là "một đứa trẻ trong thân thể một người lớn", khi giải quyết các vấn đề xảy ra trong những công việc hàng ngày và những rắc rối gặp phải trong lúc giải quyết.
Trong thời gian trình chiếu kéo dài 5 năm, loạt phim này đã giành được một số lượng khán giả lớn ở Anh Quốc, cao nhất là 18,74 triệu người cho tập phim vào năm 1992 Rắc rối với Mr. Bean (The Trouble With Mr. Bean) và đã nhận được một số giải thưởng quốc tế, bao gồm giải Hoa hồng Vàng (Rose d'Or). Loạt phim này đã được bán ra trên hơn 200 lãnh thổ khác nhau trên khắp thế giới và nó đã truyền cảm hứng cho hai bộ phim điện ảnh và một số sản phẩm phụ và phim hoạt hình.

## Nguồn gốc và những ảnh hưởng đến thế giới

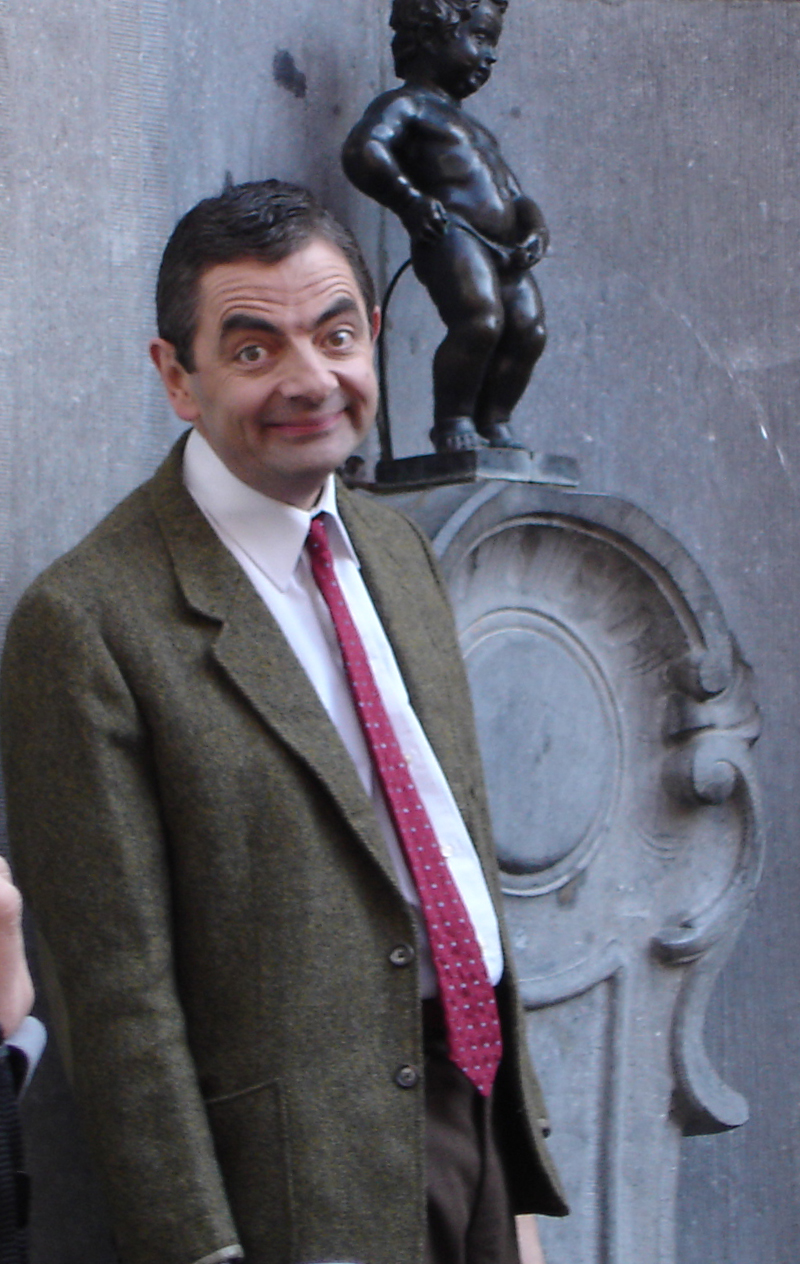
Mr. Bean.

### Mr. Bean

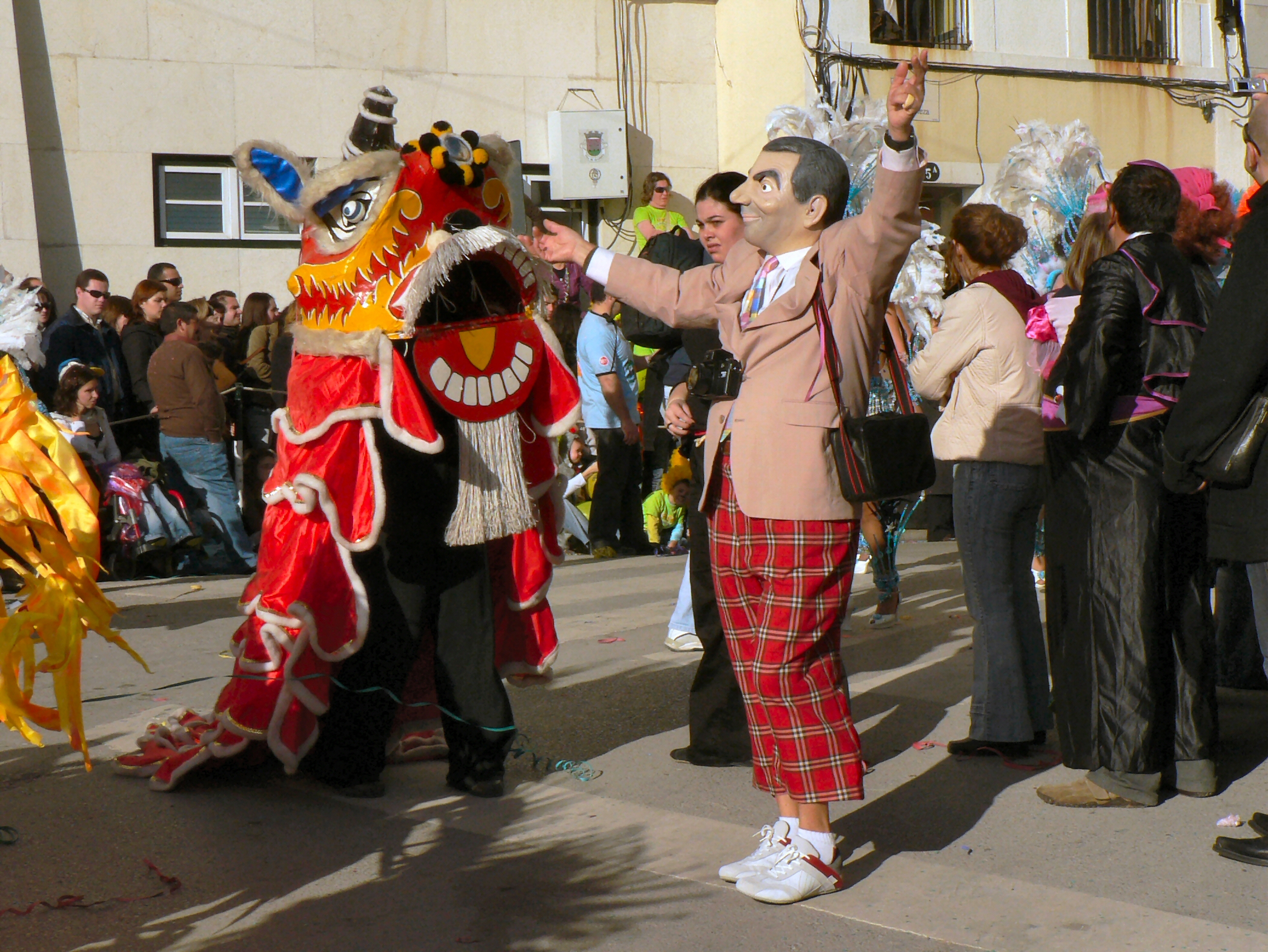
Hình tượng Mr. Bean tại lễ hội ở Sesimbra.

## Các tập phim của chương trình Mr Bean

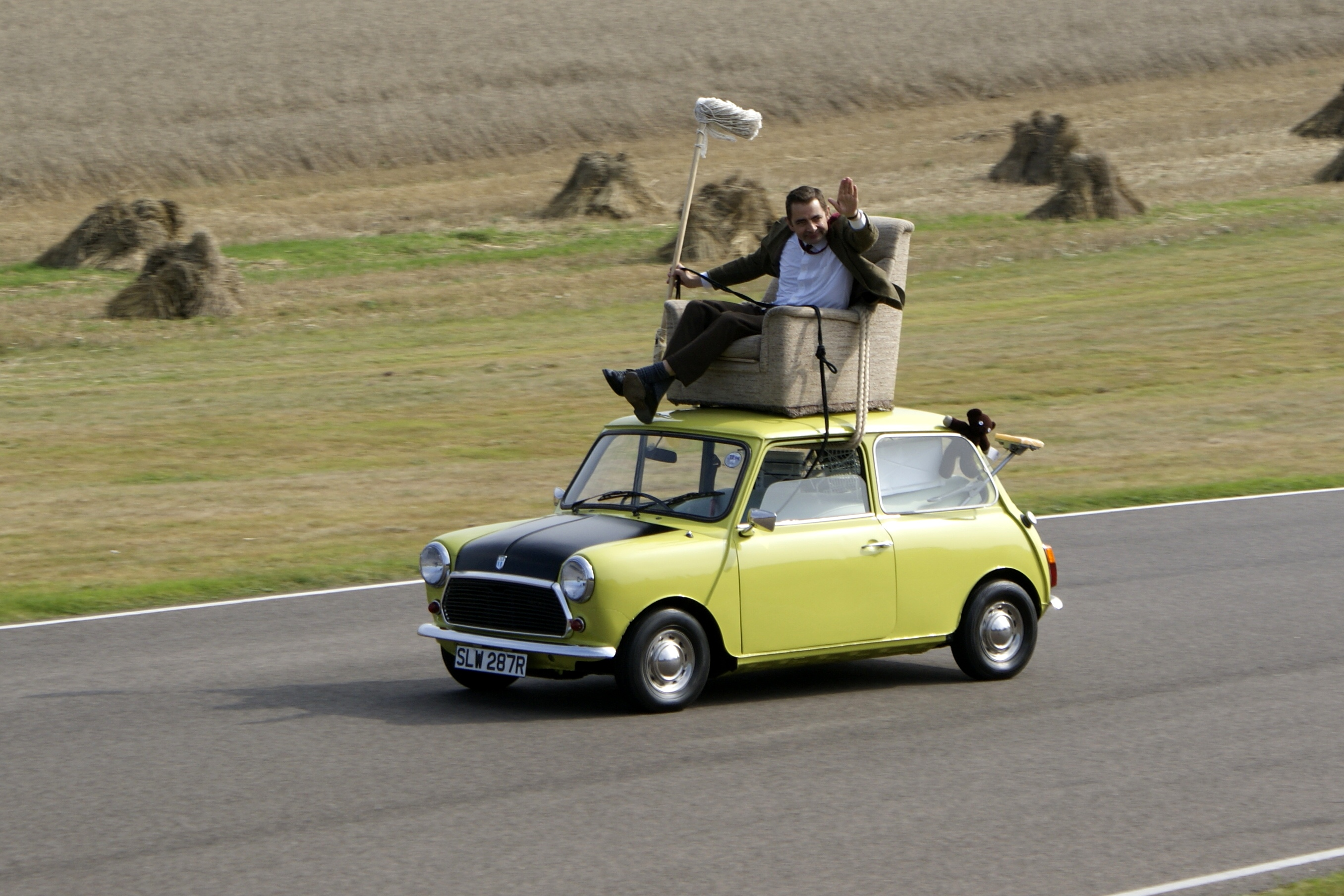
Mr. Bean đang ngồi trên nóc chiếc xe Mini.